# Miguel Escalona
Miguel Escalona Verano (Logroño, La Rioja, 22 de noviembre de 1983), conocido deportivamente como Escalona, es un exfutbolista español que jugaba como portero.

## Trayectoria
Se incorporó a la cantera del Athletic Club en el año 2000 procedente de la desaparecida cantera del CD Logroñés. Hizo su debut en categoría nacional en las filas del Bilbao Athletic en el año 2002. Ese mismo año debutó con la selección sub-21, sustituyendo a Pepe Reina. Tras pasar un año en el Racing de Ferrol, en 2.ª División, regresó a Bilbao, para formar parte de la primera plantilla del Athletic Club, donde, en su condición de tercer portero, no llegó a debutar con el primer equipo.
En agosto de 2006 fichó por el Logroñés CF. En enero de 2008 fichó por el Mazarrón CF. En la temporada 2008–2009 defendió la portería del CD Guijuelo, donde fue titular indiscutible. Entre 2009 y 2012 jugó para el CD Lugo, con el que logró un ascenso a Segunda División en 2011. En el equipo gallego fue titular las dos primeras temporadas.
En 2014, se unió a la plantilla del UCAM Murcia C. F., equipo con el que lograría un ascenso a Segunda División y con el que militaría también en la Segunda División B española, a pesar de sufrir una lesión grave que le mantendría apartado de los terrenos de juego durante bastante tiempo.

### Entrenador de porteros
El 30 de junio de 2017, el guardameta que concluía con el UCAM Murcia su contrato, anunció su retirada para convertirse en el preparador de porteros del FC Jumilla.En julio de 2019 se hizo oficial su llegada al Elche CF como nuevo entrenador de porteros.En junio de 2024 se incorporó a las categorías inferiores del Athletic Club.

## Clubes
| Club                  | País   | Año       |
| --------------------- | ------ | --------- |
| Bilbao Athletic       | España | 2002-2004 |
| Racing Club de Ferrol | España | 2004-2005 |
| Athletic Club         | España | 2005-2006 |
| Logroñés CF           | España | 2006-2008 |
| Mazarrón CF           | España | 2008      |
| CD Guijuelo           | España | 2008-2009 |
| CD Lugo               | España | 2009-2012 |
| CD Guadalajara        | España | 2012-2013 |
| UCAM Murcia C. F.     | España | 2014-2017 |